# Ярандово
Ярандово (пол. Jarandowo, нім. Süßenberg) — село в Польщі, у гміні Лідзбарк-Вармінський Лідзбарського повіту Вармінсько-Мазурського воєводства.
Населення — 129 осіб (2011).
У 1975-1998 роках село належало до Ольштинського воєводства.

## Демографія
Демографічна структура станом на 31 березня 2011 року:
|          | Загалом | Допрацездатний вік | Працездатний вік | Постпрацездатний вік |
| -------- | ------- | ------------------ | ---------------- | -------------------- |
| Чоловіки | 61      | 7                  | 45               | 9                    |
| Жінки    | 68      | 14                 | 34               | 20                   |
| Разом    | 129     | 21                 | 79               | 29                   |